# Élise Pellegrin
Pour les articles homonymes, voir Pellegrin.
 (juin 2021).
Si vous disposez d'ouvrages ou d'articles de référence ou si vous connaissez des sites web de qualité traitant du thème abordé ici, merci de compléter l'article en donnant les références utiles à sa vérifiabilité et en les liant à la section « Notes et références ».
Élise Pellegrin, née le 7 mai 1991 à Montrichard (Loir-et-Cher, est une skieuse alpine qui représente Malte. 
En 2014 et en 2018, elle est le porte-drapeau de la délégation maltaise lors des Jeux olympiques d'hiver.
En février 2019, la skieuse a lancé une campagne de financement participatif pour collecter des fonds afin de participer aux championnats du monde 2019.